# Išbara Tolis
Išbara Tolis (kitajsko 沙钵罗咥利失可汗, Shābōluō xìlìshī (~diélìshī) kèhán) z osebnim imenom Ašina Tong-e (kitajsko 阿史那同俄) je bil med letoma 634 in 639 vladar Zahodnega turškega kaganata, * ni znano, † 659. 

## Vladanje
Bil je sin Bagatur šada. Po odstopu svojega starejšega brata Dulu kagana je bil leta 634 v zelo neugodnih okoliščinah izvoljen za njegovega naslednika. Zanašati se je moral na vazalna plemena, ki so bila močnejša od njega. Leta 635 je poglavarjem desetih plemen poslal puščice, kar je pomenilo, da jih je priznal za šade, napol neodvisne kneze, vendar je pazil, da je ohranil občutljivo ravnotežje med rivalskima frakcijama Dulu (pet plemen) in Nušibi (pet plemen).  Njegov imperij je postal znan kot Onok, kar pomeni "deset puščic" (十箭).) 
Njegova politika ni bila uspešna. Plemič po imenu Tun Tudun se je uprl in povzročil beg kagana in njegovega brata Bori šada v Karasahr. Nušibijski plemič Esegel Kul-Erkin je po njegovem begu ubil  Tun Tuduna in na prestol ponovno posadil Nišbara Tolisa. Medtem so plemena Dulu za svojega vladarja imenovala Jukuk šada, kneza iz nedavno propadlega Vzhodnega turškega kaganata. 
Po razdelitvi Gokturkov na plemena Dulu in Nušibi leta 683 je preostanek življenja preživel med svojimi nekdanjimi podložniki Nušibiji vzhodno do reke Ili. Leta 659 ga je po ukazu Jukuk šada ubil eden od njegovih mož.

## Sklica
1. ↑  L.M. Gümilev. Eski Türkler, tr: Ahsen Batur, Selenge yayınları, İstanbul, 2002, ISBN 975-7856-39-8, OCLC 52822672, str. 269-272.
2. ↑  Ahmet., Taşağil (1995–2004). Gök-Türkler. Atatürk Kültür, Dil, ve Tarih Yüksek Kurumu (Turkey). Ankara: Türk Tarih Kurumu Basımevi. ISBN 975161113X. OCLC 33892575.

| Išbara Tolis Klan AšinaRojen: ni znano Umrl: 659 |                                                   |                                                           |
| Vladarski nazivi                                 |                                                   |                                                           |
| Predhodnik: Dulu kagan                           | Kagan Zahodnega turškega kaganata 634–639 639–659 | Naslednik: Jukuk šad (na zahodu) El Kulug šad (na vzhodu) |